# Eric Till
Eric Till (Londres, 24 de noviembre de 1929) es un director de cine y televisión británica, que desarrolló toda su filmografía en Canadá, Estados Unidos y Europa. Su película de 1977 It Shouldn't Happen to a Vet entró en la competición oficial del Festival de Cine Internacional de Moscú de 1977.

## Carrera
Después de dirigir las series de televisión británicas para la Armchair Theatre y Wednesday Play, Till emigró a Canadá para establecerse en Toronto. Allí dirigió numerosas telefilms para cadenas canadienses y estadounidenses en la década de los 60 como An American Christmas Carol protagonizada por Henry Winkler, Getting Married in Buffalo Jump y To Catch a Killer, protagonizada por Brian Dennehy haciendo el papel del psicópata asesino en serie  John Wayne Gacy. 
Till también ha dirigido especiales de televisión de los Muppetts, Fraggle Rock, The Christmas Toy y A Muppet Family Christmas. También se especializó en obras para ballet (como los que realizó para el Ballet Nacional de Canadá, el Ballet Bolshoi y el Royal Winnipeg Ballet para televisión) y conciertos de música clásica como el que hizo para el famoso director de orquesta Sir Thomas Beecham.
En 2005 fue premiado con el Governor General's Performing Arts Award por su trayectoria artística, el premio más grande de las artes en Canadá.

## Filmografía
Cine
- A Great Big Thing (1968)
- Un cerebro millonario (Hot Millions) (1968)
- El precio de amar (The Walking Stick) (1970)
- A Fan's Notes (1972)
- It Shouldn't Happen to a Vet  (1976)
- Bethune (1977)
- Wild Horse Hank (1979)
- Humanos extravagantes (Improper Channels) (1981)
- If You Could See What I Hear (1982)
- Huir para vivir (Gentle Sinners) (1983)
- Farther West (1992)
- Lutero (Luther) (2003)

Televisión
- Bitter Weird (1964)
- Back to Beulah (1974)
- Freedom of the City (1975)
- The First Night of Pygmalion (1975)
- Bethune (1977)
- María y José (1979)
- Cuento de Navidad (1979)
- Shocktrauma (1982)
- Difamación (1983)
- Puente a Terabitia (1985)
- The Cuckoo Bird (1985)
- Acorralada (1985)
- El juguete de Navidad (1986)
- Una Navidad con los Teleñecos (1987)
- A Nest of Singing Birds (1987)
- Glory Enough for All (1988)
- Lighthouse island (1989)
- Getting Married in Buffalo Jump (1990)
- Clarence (1990)
- Christmas in America (1990)
- The Challengers (1991)
- The Trial of Red Riding Hood (1992)
- Apelación final (1993)
- Lifeline to Victory (1993)
- Silueta de muerte (1994)
- Small Gifts (1994)
- Asesino sin tregua (1995)
- Falsa justicia (1995)
- Golden Will: The Silken Laumann Story (1996)
- Asesinato en mi puerta (1996)
- Pit Pony (1997)
- The Girl Next Door (1998)
- Win, Again! (1999)
- Bonhoeffer: agente de gracia (2000)
- Filumena (2006)
- The Secret of the Nutcracker (2007)